# Мабаяни (водохранилище)
Мабаяни — водохранилище в Танзании, на реке Сиги. Объём воды — 7,7 км³. Площадь поверхности — 2,3 км².
В 1970-х годах с помощью денег из Германии дамба была построена для обеспечения близлежащего города Танга питьевой водой.
Строительство дамбы с глиняным ядром было закончено в 1978 году. Дамба была названа по близлежащей деревне Мабаяни.